# Modius

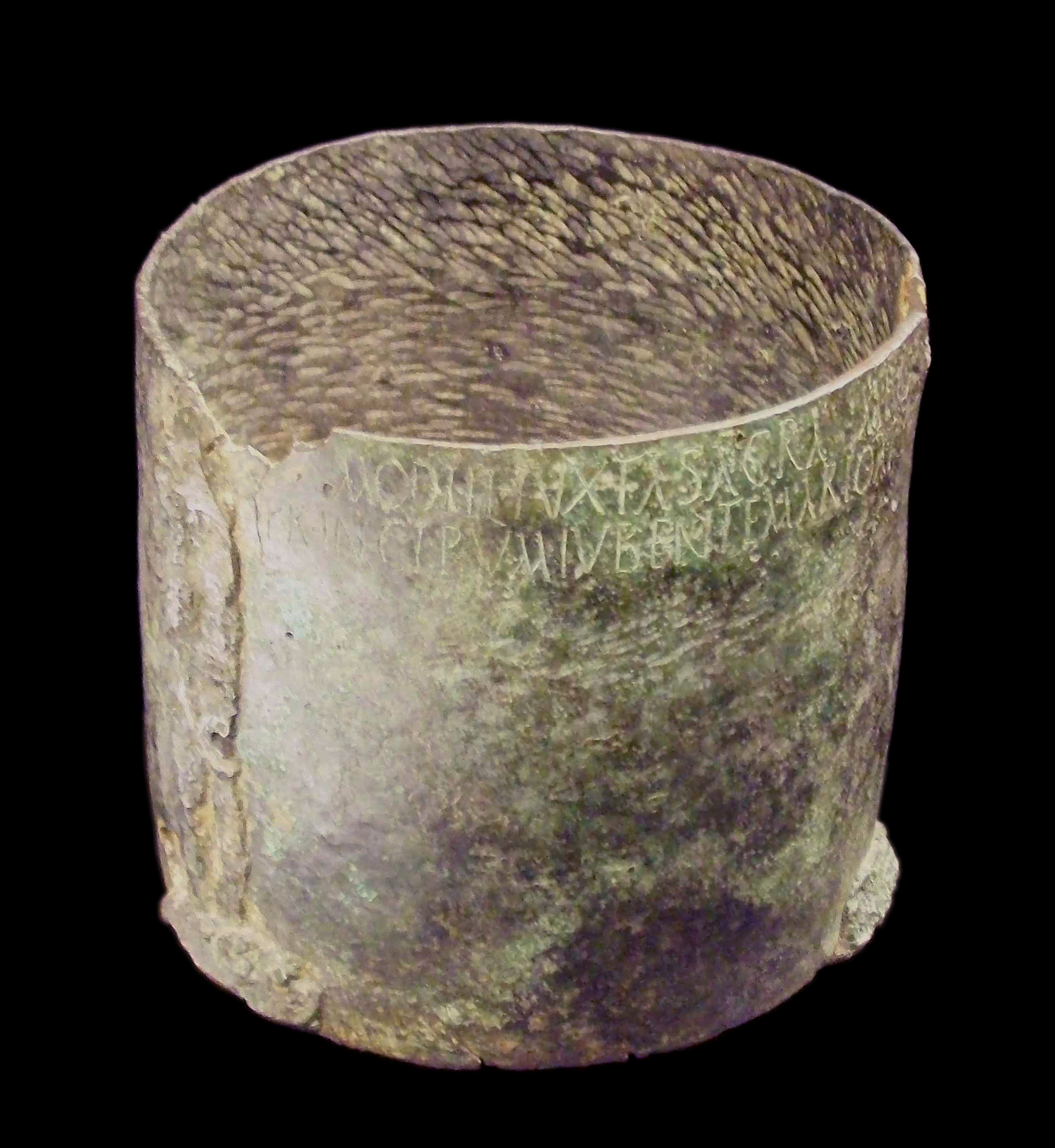
Maatbeker van een modius

De modius (Romeinse schepel) is een Oud-Romeinse maateenheid, die overeenkomt met 16 sextarii, ongeveer 8,75 liter.